# Dante Giacosa
Dante Giacosa, född den 3 januari 1905 i Rom, död den 31 mars 1996 i Turin, var en italiensk bilkonstruktör.
Giacosa studerade i Turin och efter fullgjord militärtjänstgöring började han arbeta åt Fiat 1928. Han arbetade först med militärfordon och flygmotorer, för att senare arbeta med bilar. Giacosa var huvudansvarig för konstruktionen av Fiat Topolino. Vid sidan av sitt arbete åt Fiat konstruerade han tävlingsbilen Cisitalia D46 efter andra världskriget.
1950 utsågs Giacosa till chefskonstruktör hos Fiat och tog fram de små svansmotorbilarna 500 och 600. I början av 1960-talet bytte Giacosa spår till framhjulsdrivna bilar, först hos Fiats dotterbolag Autobianchi, därefter hos moderbolaget.
Giacosa behöll posten som chefskonstruktör fram till pensionen 1970.